# Eduardo Barceló Llacuri
Eduardo Barceló Llacuri va ser un polític i militar espanyol que va lluitar en la Guerra Civil Espanyola, aconseguint el rang de comandant de milícies i manant les brigades mixtes 50a i 141a. Va arribar a ser membre del Partit Comunista d'Espanya.

## Batalla de Guadalajara
Al febrer de 1937 és cap, ja amb el grau de comandant, de la 50a Brigada Mixta, que es troba en fase d'organització en el front de Guadalajara.
En produir-se l'atac italià sobre Guadalajara (març de 1937), la seva unitat cobria la carretera general, i va sofrir tot el cop. La 50a Brigada es va replegar fins a l'arribada de reforços, passant llavors a segona línia, a Torija, per a reorganitzar-se. Davant l'avanç italià, Barceló i la seva brigada van ser de nou dits a primera línia, participant en el contraatac integrada en la 12a Divisió. El 25 de març és substituït al capdavant de la brigada pel comandant Jiménez Durán, passant Barceló a l'Agrupació Autònoma de Conca, acompanyant així al seu antic cap de sector, Lacalle. Possiblement va participar en l'atac sobre Terol en el sector d'Albarrasí a mitjan abril de 1937.

## Ofensiva de Saragossa
Nomenat cap de la 141a Brigada, està present a l'ofensiva de Saragossa (setembre de 1937), donant suport a la XII Brigada Internacional davant de Villamayor de Gállego. Després de la batalla, i juntament amb altres militars procedents de milícies, va ser jutjat pel suposat assassinat de soldats del Partit Obrer d'Unificació Marxista i de la CNT, encara que finalment va ser absolt, possiblement per pressió dels comunistes.